# 김세화
김세화(1956년 5월 ~ )는 대한민국의 가수다.

## 음반

### 정규
- 1집 《김세화 독집 (아쉬운 사랑/야생화)》 (1979년)
- 2집 《김세화 Vol.2 (타인인줄 알면서도)》 (1986년)
- 3집 《88 김세화》 (1988년》
- 4집 《True Love》 (2009년)
- 5집 《오! 예스 (OH! YES)》 (2016년)

### 베스트
- 《김세화의 매력 (처음입니다/마주앉아서)》 (1976년)
- 《Golden Deluxe》 (1981년)
- 《오리지날 힛송 총결산집》 (1991년)

## 그 외
- 《김세화의 추억만들기》 (2002년)